# Bloomville (Nueva York)
Bloomville es un lugar designado por el censo ubicado en el condado de Delaware en el estado estadounidense de Nueva York. En el año 2010 tenía una población de 213 habitantes.

## Geografía
Bloomville se encuentra ubicado en las coordenadas 42°19′59″N 74°48′27″O / 42.33306, -74.80750.